# ISO 3166-2:QA
ISO 3166-2:QA est l'entrée pour le Qatar dans l'ISO 3166-2, qui fait partie du standard ISO 3166, publié par l'Organisation internationale de normalisation (ISO), et qui définit des codes pour les noms des principales administration territoriales (e.g. provinces ou États fédérés) pour tous les pays ayant un code ISO 3166-1.

## Municipalités (8)
Les noms des subdivisions sont listés selon l'usage de la norme ISO 3166-2, publiée par l'agence de maintenance de l'ISO 3166 (ISO 3166/MA).
```
QA-DA
 
Ad Dawḩah

QA-KH
 
Al Khawr wa adh Dhakhīrah

QA-WA
 
Al Wakrah

QA-RA
 
Ar Rayyān

QA-MS
 
Ash Shamāl

QA-SH
 
Ash Shīḩānīyah

QA-ZA
 
Az̧ Za̧`āyin

QA-US
 
Umm Şalāl
```

Historiques des changements
- 13 décembre 2011 : Mise à jour résultant de la réalité du découpage administratif et mise à jour de la liste source.
- 23 novembre 2017 : Ajout d'une municipalité QA-SH